# Paweł Głuch
Paweł Głuch (ur. 20 czerwca 1950 w Jabłonicy) – polski samorządowiec, technolog i nauczyciel, działacz opozycji demokratycznej w okresie PRL, w latach 1990–1998 prezydent Starogardu Gdańskiego.

## Życiorys
W 1977 ukończył studia na Wydziale Technologii Drewna Szkoły Głównej Gospodarstwa Wiejskiego w Warszawie. W pierwszej połowie lat 70. pracował jako nauczyciel w zasadniczej szkole zawodowej w Przysusze. W 1975 podjął pracę w Fabryce Mebli Okrętowych Famos w Starogardzie Gdańskim (przerwaną na okres kierowania miejskim magistratem w latach 90.). Obejmował m.in. funkcje szefa produkcji i wicedyrektora do spraw produkcji.
W sierpniu 1980 był wśród organizatorów strajku w zakładzie pracy, we wrześniu dołączył do „Solidarności”, stanął na czele zakładowych struktur związku. Był też wiceprzewodniczącym prezydium miejskiego komitetu założycielskiego NSZZ „S” i kierownikiem biura oddziału terenowego zarządu Regionu Gdańskiego. Po wprowadzeniu stanu wojennego został internowany na okres od 13 grudnia 1981 do 14 lipca 1982. Po zwolnieniu zajmował się organizacją pomocy dla osób represjonowanych.
W 1990, po przemianach politycznych i reaktywacji samorządu terytorialnego, został prezydentem Starogardu Gdańskiego. Urząd ten sprawował przez dwie kadencje do 1998. W latach 1990–2006 i 2010–2014 sprawował mandat radnego rady miejskiej. W 2014 z ramienia Prawa i Sprawiedliwości został wybrany do rady powiatu starogardzkiego V kadencji.

## Odznaczenia
Odznaczony Krzyżem Oficerskim Orderu Odrodzenia Polski (2010) oraz Krzyżem Wolności i Solidarności (2015).